# Liste des navires de la Royal Navy : R-T
Cet article contient la liste de tous les noms de bateaux de la Royal Navy dont le nom commence par les lettres R, S et T.

## Liste

### R
- R1
- R2
- R3
- R4
- R5
- R6
- R7
- R8
- R9
- R10
- R11
- R12
- Raby Castle
- Racehorse
- Racer
- Rachel
- Rackham
- Racoon
- Radstock
- Raglan
- Raider
- Rainbow
- Raleigh
- Rambler
- Ramillies
- Ramisham
- Ramsey
- Ranger
- Rapid
- Raposa
- Rattle
- Rattler
- Rattlesnake
- Raven
- Rawalpindi
- Rayleigh Castle
- Reading
- Ready
- Rebecca
- Recovery
- Recruit
- Redbreast
- Redcar
- Redgauntlet
- Redmill
- Redoubt
- Redpole
- Regent
- Regulus
- Reindeer
- Relentless
- Reliance
- Renard
- Renascent
- Renommee
- Renonculus
- Renown
- Republican
- Repulse
- Resolute
- Resolution
- Resource
- Restoration
- Restless
- Revenge
- Reward
- Rhododendron
- Rhyl
- Ribble
- Richmond
- Rifleman
- Rigorous
- Rinaldo
- Riviera
- Rob Roy
- Roberts
- Robin
- Robust
- Roc
- Rochfort
- Rocket
- Rockrose
- Rockwood
- Rodney
- Roebuck
- Roebuck II
- Roedean
- Rolls Royce
- Romney
- Romola
- Rorqual
- Rosalind
- Rosario
- Rosaura
- Rose
- Rosebay
- Rosebush
- Rosemary
- Ross
- Rother
- Rowena
- Roxburgh
- Royal Alfred
- Royal Arthur
- Royal Charles
- Royal Charlotte
- Royal Eagle
- Royal George
- Royal James
- Royal Oak
- Royal Scotsman
- Royal Sovereign
- Royal Ulsterman
- Royal William
- Royalist
- Ruby
- Rugby
- Ruler
- Rupert
- Rushen Castle
- Russell
- Rutherford
- Rye
- Ryde

### T
- Tabard
- Taciturn
- Tactician
- Taff
- Tain
- Taku
- Talbot
- Talent
- Talisman
- Tally-Ho
- Talybont
- Tamar
- Tamarisk
- Tanatside
- Tancred
- Tang
- Tanganyika
- Tantalus
- Tantivy
- Tapageur
- Tapir
- Tara
- Tarlton
- Tarn
- Tarpon
- Tartar
- Tasman
- Tasmania
- Tattoo
- Taurus
- Tavy
- Tay
- Teazer
- Tedworth
- Tees
- Telemachus
- Temeraire
- Tempest
- Templar
- Tenacious
- Tenby
- Tenedos
- Teredo
- Termagent
- Terpsichore
- Terrapin
- Terrible
- Terror
- Test
- Tetcott
- Tetrarch
- Teviot Bank
- Teviot
- Thakeham
- Thames
- Thane
- Thanet
- Thatcham
- Theban
- Thermopylae
- Theseus
- Thetis
- Thisbe
- Thistle
- Thor
- Thorn
- Thornborough
- Thornham
- Thorough
- Thracian
- Thrasher
- Thruster
- Thule
- Thunderbolt
- Thunderer
- Thyme
- Tiara
- Tiger
- Tigress
- Tigris
- Tilbury
- Tintagel Castle
- Tintagel
- Tipperary
- Tiptoe
- Tireless
- Titania
- Tithonus
- Tiverton
- Tobago
- Tobruk
- Token
- Tomahawk
- Tonbridge Castle
- Tonbridge
- Tongham
- Tonnant
- Toowoomba
- Topaze
- Torbay
- Torch
- Toreador
- Tormentor
- Tornado
- Torquay
- Torrens
- Torrent
- Torrid
- Torride
- Torridge
- Torrington
- Tortoise
- Tortola
- Totem
- Totland
- Totnes
- Tourmaline
- Tourterelle
- Toutou
- Tower
- Towey
- Towzer or Towser
- Towy
- Tracker
- Tradewind
- Trafalgar
- Trailer
- Tralee
- Transfer
- Transit
- Transporter
- Transylvania
- Trave
- Traveller
- Trenchant
- Trent
- Trepassy
- Tresham
- Trespasser
- Triad
- Tribune
- Tricord
- Trident
- Trillium
- Trimmer
- Trincomalee
- Trinidad
- Tristram
- Triton
- Triumph
- Trojan
- Tronda
- Trooper
- Troubridge
- Truant
- Truculent
- Truelove
- Trump
- Trumpeter
- Truncheon
- Truro
- HMS Trusty
- Tryphon
- Tudor
- Tulip
- Tumult
- Tuna
- Turbulent
- Turpin
- Turquoise
- Tuscan
- Tutankhamen
- Tweed
- Twickenham
- Tyler
- Tyne
- Tynedale
- Tynwald
- Tyrant
- Tyrian